# Scottopsyllus (Scottopsyllus) depressus
Scottopsyllus (Scottopsyllus) depressus is een eenoogkreeftjessoort uit de familie van de Paramesochridae. De wetenschappelijke naam van de soort is voor het eerst geldig gepubliceerd in 2008 door Kornev & Chertoprud.